# جوزيف باكستون
جوزيف باكستون (بالإنجليزية: Joseph Paxton)‏ (و. 1803 – 1865 م) هو عالم نبات، وبستاني، ومهندس معماري، وسياسي، ومهندس المناظر الطبيعية من المملكة المتحدة . ولد في بيدفورد . تولى منصب عضو البرلمان في المملكة المتحدة .
وكان عضو في الحزب الليبرالي .وكان عضو في برلمان المملكة المتحدة ال16، وبرلمان المملكة المتحدة ال17، وبرلمان المملكة المتحدة ال18 .

## أعمال بارزة
من أهم أعماله:
- Château de Ferrières.

## روابط خارجية
- جوزيف باكستون على موقع الموسوعة البريطانية (الإنجليزية)